# دايكي إيزومي
دايكي إيزومي (باليابانية: 尾泉 大樹) (30 يونيو 1989 في كاواساكي في اليابان – )؛ هو لاعب كرة قدم ياباني سابق كان يلعب كمدافع.

## وصلات خارجية
- دايكي إيزومي على موقع رابطة كرة القدم اليابانية للمحترفين (اليابانية)
- دايكي إيزومي على موقع قاعدة بيانات كرة القدم.إي يو (الإنجليزية)
- دايكي إيزومي على موقع Soccerway.com (الإنجليزية)